# Сан-Педро-Манріке
Сан-Педро-Манріке (ісп. San Pedro Manrique) — муніципалітет в Іспанії, у складі автономної спільноти Кастилія-і-Леон, у провінції Сорія. Населення — 639 осіб (2010).
Муніципалітет розташований на відстані близько 220 км на північний схід від Мадрида, 35 км на північний схід від Сорії.
На території муніципалітету розташовані такі населені пункти: (дані про населення за 2010 рік)
- Лас-Фуентес-де-Сан-Педро: 5 осіб
- Матасехун: 18 осіб
- Паласіо-де-Сан-Педро: 10 осіб
- Сан-Педро-Манріке: 584 особи
- Таніньє: 3 особи
- Вальденегрільйос: 2 особи
- Вентоса-де-Сан-Педро: 10 осіб
- Сарнаго: 7 осіб
- Вальделавілья: 0 осіб
- Вальєхо: 0 осіб

## Демографія
Динаміка населення (INE ):

## Галерея зображень

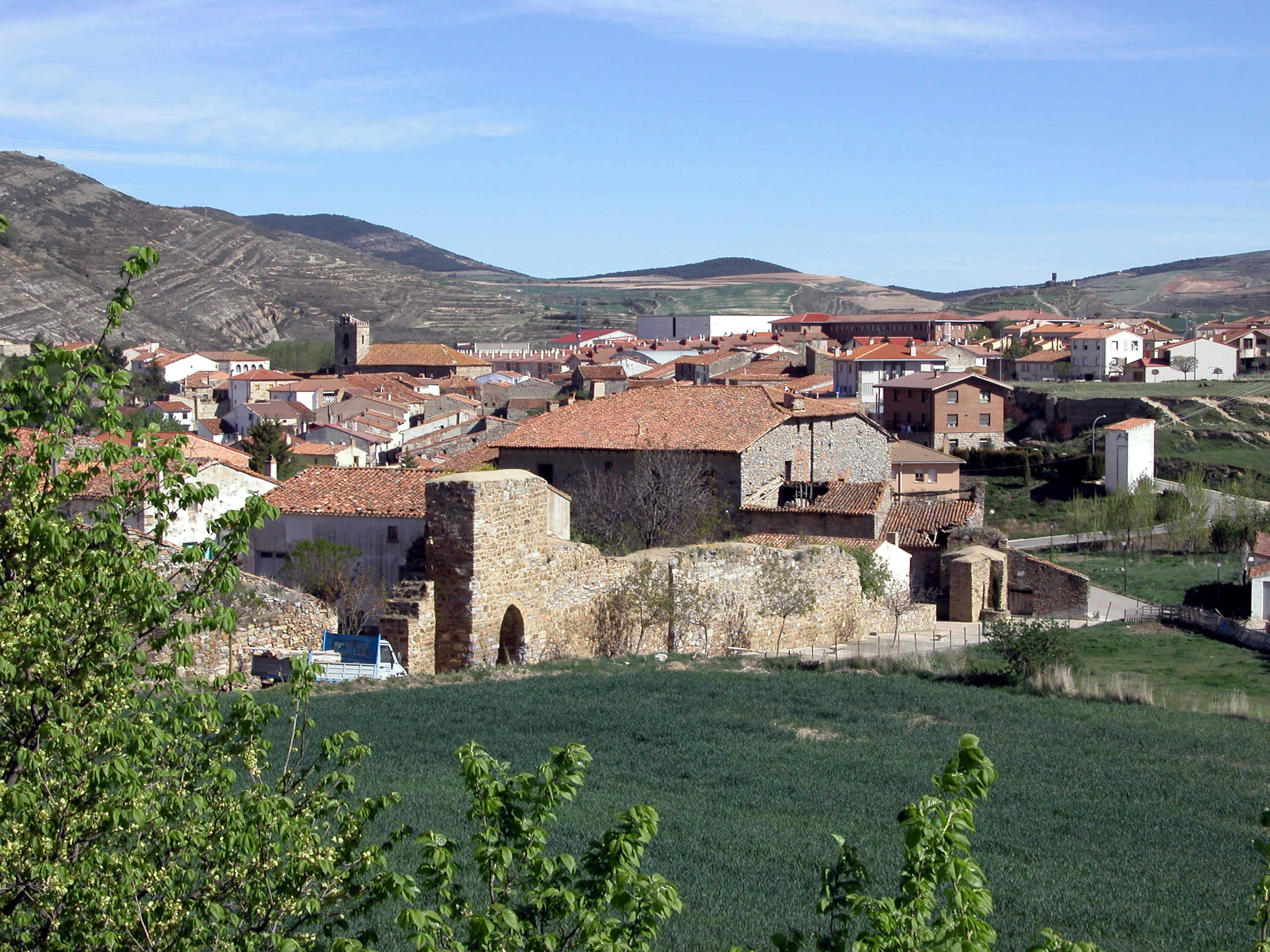
Сан-Педро-Манріке, панорама
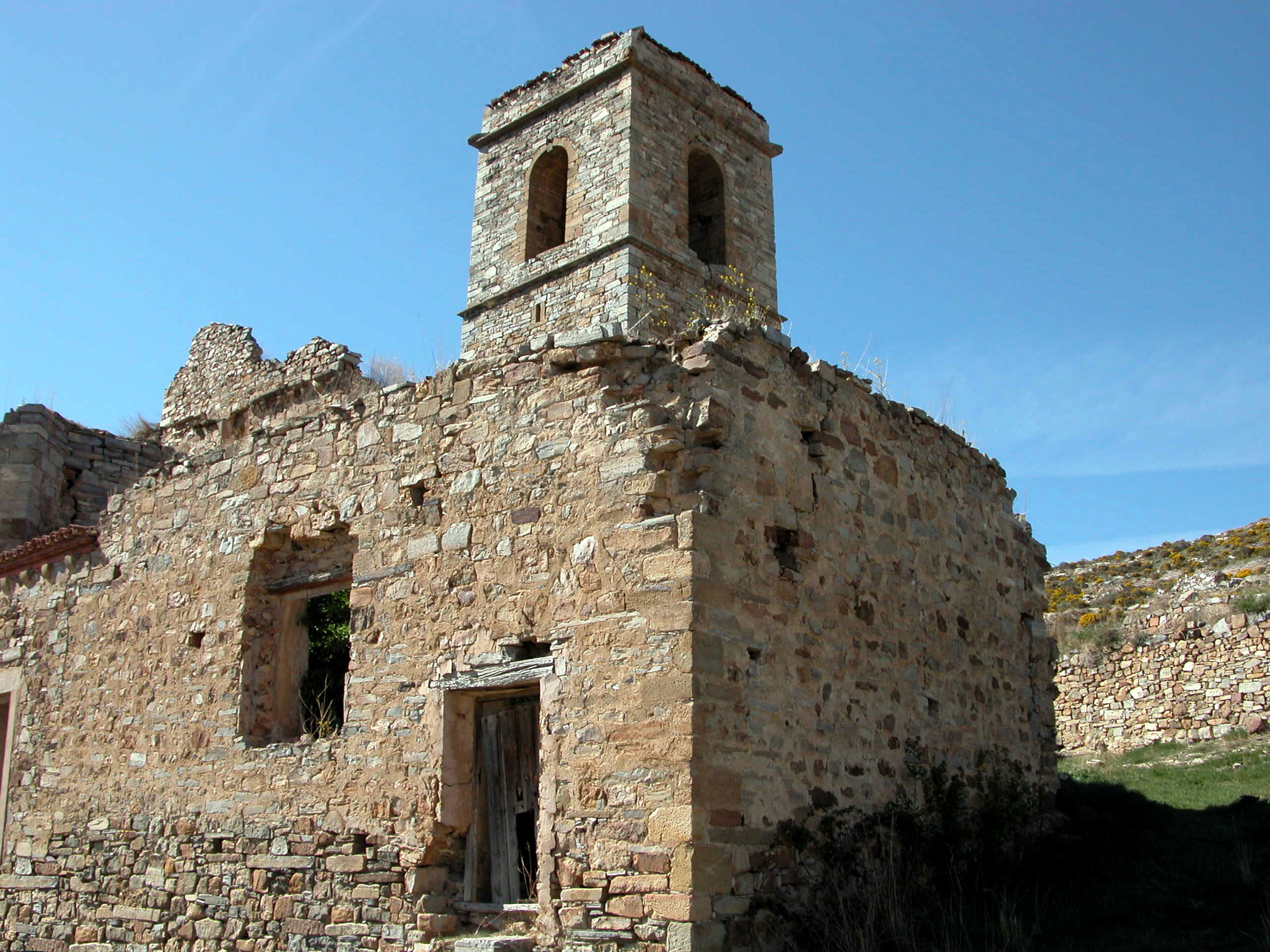
Руїни романської церкви Сан-Мігель (XIII століття)
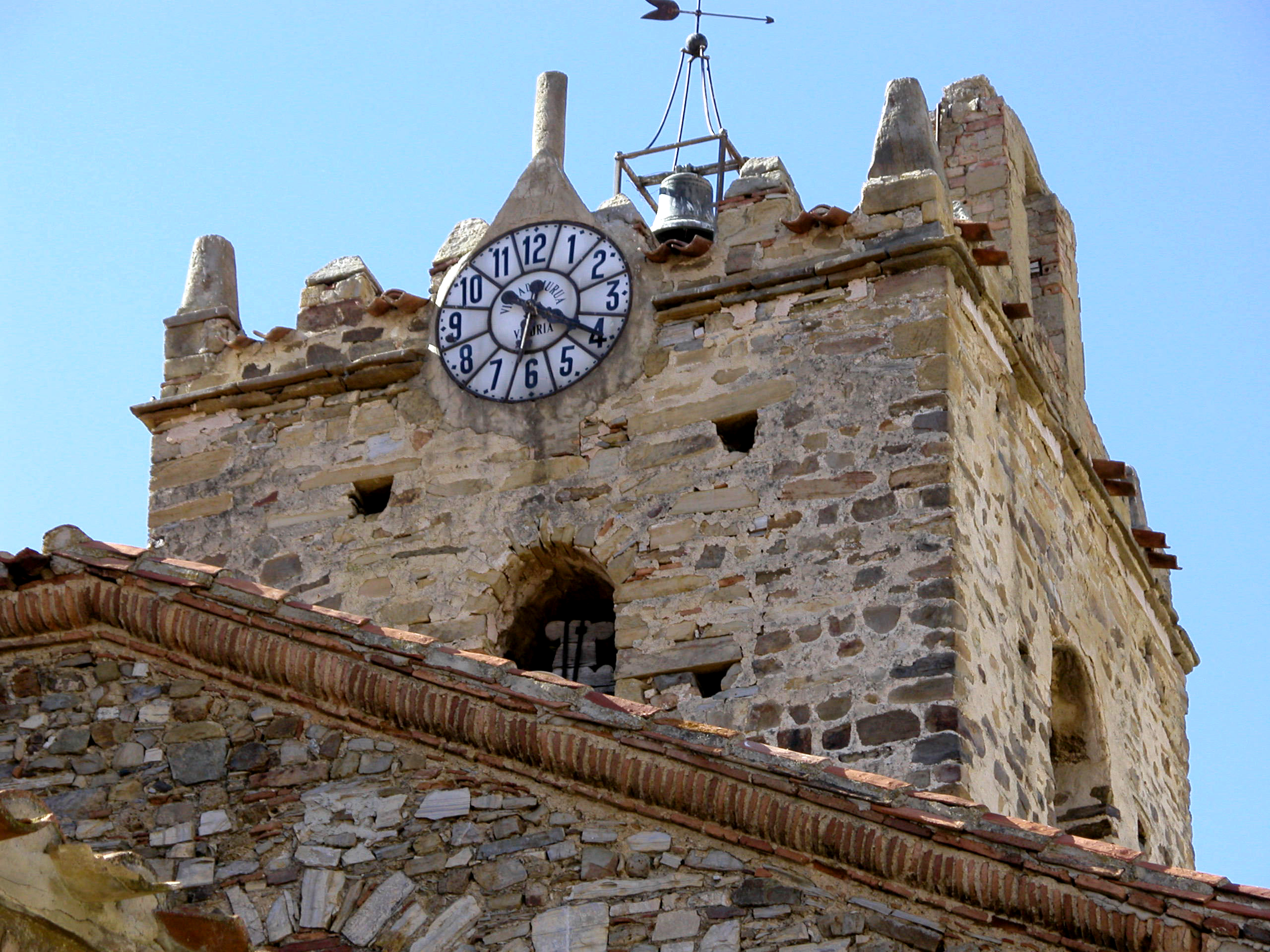
Романська церква Сан-Мартін-де-Тур (XII століття)